# Sida poeppigiana
Sida poeppigiana är en malvaväxtart som först beskrevs av Schumann, och fick sitt nu gällande namn av Paul Arnold Fryxell. Sida poeppigiana ingår i släktet sammetsmalvor, och familjen malvaväxter. Inga underarter finns listade i Catalogue of Life.